# Língua bhili
O Bhili (também chamado de Baghoria, Bhil, Bhilbari, Bhilboli, Bhilla, Lengotia ou Vil) é uma língua indo-ariana falada na região centro-oeste da Índia, especialmente nos estados de Gujarate, Rajastão, Madhya Pradesh e Maharashtra e na parte oriental de Ahmedabad. O Bhili é um membro das línguas Bhil, e está relacionado com o Guzerate e o Rajastani. É usado como uma variante do Devanágari.

## Etimologia
A origem da palavra Bhil (com o qual o grupo étnico que tem a língua materna Bhili é designado) é desconhecida. A primeira referência a respeito desse termo é datada por volta do ano 600, como um nome genérico. O termo se referia a todos os caçadores que usavam arco e flecha, e provavelmente também a um povo que vivia na Índia antes da chegada das tribos arianas. Mais tarde a língua foi gradualmente se assimilando com o Rajastani, Guzerate e outras línguas vizinhas.

## Ortografia e Pronúncia
O Bhili usa para a representação escrita o alfabeto Devanágari (nos estados de Rajastão, Madhya Pradesh e Maharashtra) e alfabeto Guzerate (em Gujarate, semelhante ao anterior mas sem o traço horizontal superior característico daquele). 
Seu inventário de sons consoantes é o seguinte:
| Lugar de articulação | Bilabial | Lábio-dental | Dento-alveolar | Retroflexo | Palatal | Velar   | Glotal |
| Modo de articulação  |          |              |                |            |         |         |        |
| -------------------- | -------- | ------------ | -------------- | ---------- | ------- | ------- | ------ |
| Oclusivo             | p b      |              | t d            | ʈ ɖ        |         | k ɡ     |        |
| Oclusivo aspirado    | p h b h  |              | t h d h        | ʈ h        |         | k h ɡ h |        |
| Fricativo            |          |              | s              |            |         |         | h      |
| Nasal                | m        |              | n              | ɳ          |         |         |        |
| Vibrante             |          |              | ɾ              |            |         |         |        |
| Lateral              |          |              | l              | ɭ          |         |         |        |
| Aproximante          |          | ʋ            |                |            | j       |         |        |

O inventário de sons vocálicos é o seguinte:
| Frontalidade | Anterior | Central | Posterior |
| Altura       |          |         |           |
| ------------ | -------- | ------- | --------- |
| Alto         | i        |         | u         |
| Médio-alto   | e        |         | o         |
| Médio        |          | ә       |           |
| Médio-baixo  | ɛ        |         | ɔ         |
| Baixo        | (æ)      |         | ɑ         |

As vogais anteriores têm correlatos nasalizados. A longitude vocálica não é uma característica distintiva fonológica no Bhili (como ocorre em outra línguas indo-arianas), mas inerente ao timbre das vocais. As tensas /ɑ/, /i/, /u/, /e/, /o/ são pronunciadas com maior intensidade articulatória - e, consequentemente com maior comprimento - que seus correlatos descontraídos /ә/, /ɛ/, /ɔ/.

## Morfologia
Os substantivos são declinados em três gêneros (masculino, feminino e neutro), dois números (singular e plural) e dois casos (nominativo e oblíquo, considerado o último como uma marca nominal geral que inclui, entre outros casos, o ergativo como marca de sujeito em orações transitivas de aspecto perfectivo). Como a maioria das línguas indo-arianas, o Bhili usa posposições ao invés de preposições. De forma similar ao Guzerate o pronome pessoal da terceira pessoa tem uma forma dupla para indicar os conceitos de "proximidade" e "estranhamento" em relação ao orador. Dentro da flexão verbal, as conjugações em Bhili apresentam um sistema estruturado em torno de categorias de aspecto (perfectiva, imperfectiva, progressiva), tempo (presente, passado, futuro), modo (subjuntivo, condicional, potencial) e voz (ativa, passiva).

## Sintaxe
A ordem das palavras não é marcada nas orações, assim como na maioria das línguas indo-arianas: Sujeito-Objeto-Verbo (Exemplo: peli bɛri kәrek soka khae, "Essa mulher as vezes come arroz").

## Amostra de texto
Devanagari
भगवान्न् पुरूयू येशुनं बारा मां खबर सुरू.
यशवा नेवताळांन किताब मां लिखोलो छोने की. में एक दूत तारा अगळ मुकल्यो. चू तारी-वाट तीयार करसे.
बयड़ा मां नेवता देणारानं अवाज समळाये की भगवान्न् वाट तीयार करू. तेरी वाट सुदी करो.
तेरी हिसाब शी पापन्ं माफी करावणेन करता. बाप्तीस्मा करनेवाळू यूहान मनं वळावनों करीनं-पाणीमं बाप्तीस्मा करने, गालील रहणें बाळू-बयड़ा मां देखाय.
Gujarati
ભગવાન્ન્ પુરુયૂ યેશુનં બારા માં ખબર સુરૂ.
યશવા નેવતાળાંન કિતાબ માં લિખોલો છોને કી. મેં એક દૂત તારા અગળ મુકલ્યો. ચૂ તારી-વાટ તીયાર કરસે.
બયડ઼ા માં નેવતા દેણારાનં અવાજ સમળાયે કી ભગવાન્ન્ વાટ તીયાર કરૂ. તેરુ વાટ સુદી કરો.
તેરી હિસાબ શી પાપન્ં માફી કરાવણેન કરતા. બાપ્તીસ્મા કરનેવાળૂ યૂહાન મનં વળાવનોં કરીનં-પાણીમં બાપ્તીસ્મા કરને, ગાલીલ રહણેં બાળૂ-બયડ઼ા માં દેખાય.
IPA
bʰəɡəʋann puruːjuː jeʃunə̃ bara mã kʰəbər suruː.
jəʃəʋa neʋtaɭanə̃ kʰitab mã likʰolo tʃʰone kiː. mẽ ek dut tara əɡəɭ mukəljo tʃuː tariː-ʋaʈ tiːjar kərse
bəjəɽa mã teʋta deɳaranə̃ ɤʋadʒ səməɭaje kiː bʰəɡəʋann ʋaʈ tiːjar kəruː. teriː ʋaʈ sudiː kəro.
teriː hisab ʃiː papəñ mapʰiː kəraʋəɳen kərta. batʈiːsma kərneʋaɭuː juːhan mənə̃ ʋəɭaʋənõ kəriːnə̃-paɳiːmə̃ batʈiːsma kərne, ɡaliːl rəhɳẽ baɭuː-bəjɽa mã dekʰaj.
Português (Marcos 1:1-4)
O início do evangelho de Jesus Cristo, o Filho de Deus; Como está escrito nos profetas: Eis que diante de ti envio meu a mensageiro, que preparará teu caminho diante de ti. A voz do que clama no deserto: Preparai o caminho do Senhor, endireitai as suas veredas. João batizou no deserto e pregou o batismo do arrependimento para a remissão dos pecados.